# Critoniella
Critoniella, rod glavočika iz podtribusa Critoniinae, dio tribusa Eupatorieae. Sastoji se od 6 vrsta iz Kolumbije i Venezuele

## Opis
Critoniella uključuje 6 zeljastih ili grmolikih vrsta iz sjeverne Južne Amerike. Rod je sličan kritoniji, ali se razlikuje po kraćim raširenim režnjevima vjenčića, užim cipselama i užim stilovim granama.

## Vrste
1. Critoniella acuminata (Kunth) R.M.King & H.Rob.
2. Critoniella albertosmithii (B.L.Rob.) R.M.King & H.Rob.
3. Critoniella lebrijensis (B.L.Rob.) R.M.King & H.Rob.
4. Critoniella leucolithogena (B.L.Rob.) R.M.King & H.Rob.
5. Critoniella tenuifolia (Kunth) R.M.King & H.Rob.
6. Critoniella vargasiana (DC.) R.M.King & H.Rob.

## Sinonimi
Nema.